# Drømmen om Salsa i Sahara
Drømmen om Salsa i Sahara er en dansk oplysningsfilm fra 2009, der er instrueret af Minna Højland og Louise Vang Jensen.

## Handling
Sahrawierne i Vestsahara ønskede deres eget selvstændige land. Men nabolandet mod nord, Marokko mente det havde krav på området og besatte det i 1975. Mange flygtede for de marokkanske soldater og endte i Algeriet, der strækker sig ind syd om Marokko. Her blev de samlet op i flygtningelejre ude Saharas trøstesløse ørken, og her bor mange endnu.